# La mujer X
La mujer X (Madame X en V. O.) es una película dramática estadounidense de 1966 dirigida por David Lowell Rich y protagonizada por Lana Turner. 
La producción está basada en una obra de 1908 escrita por el dramaturgo francés Alexandre Bisson.

## Argumento
Holly Parker (Lana Turner) es una mujer de clase baja que se casa con Clayton Anderson (John Forsythe), hombre con gran porvenir político. Estelle Anderson (Constance Bennett), la madre de este, empieza a vigilar todos sus movimientos ante el rechazo que le supone ver a su hijo con alguien "inferior". 
Por otro lado, Parker inicia una relación con un famoso playboy (Ricardo Montalbán) aprovechando los continuos viajes de su marido, sin embargo este muere accidentalmente. A raíz del suceso, su suegra empieza a chantajearla y se ve forzada a simular su muerte.
Al cabo de unos años vuelve a aparecer con otra identidad haciéndose amiga de Dan Sullivan (Burgess Meredith), pero cuando pretende chantajear a su familia, esta lo mata y es arrestada por asesinato, sin embargo se niega a revelar su identidad y firma la confesión con una "X".

## Reparto
| Reparto           | Papel                         |
| ----------------- | ----------------------------- |
| Lana Turner       | Holly Parker                  |
| John Forsythe     | Clayton Anderson              |
| Ricardo Montalbán | Phil Benton                   |
| Burgess Meredith  | Dan Sullivan                  |
| John van Dreelen  | Christian Torben              |
| Virginia Grey     | Mimsy                         |
| Warren Stevens    | Michael Splading              |
| Carl Benton Reid  | Juez                          |
| Teddy Quinn       | Clayton Anderson Jr. (joven)  |
| Frank Maxwell     | Dr. Evans                     |
| Kaaren Verne      | Dra. Riborg                   |
| Joe De Santis     | Carter                        |
| Frank Marth       | Det. Combs                    |
| Bing Russell      | Sgt. Riley                    |
| Teno Pollick      | Manuel López                  |
| Jeff Burton       | Bromley                       |
| Jill Jackson      | Agente Matron                 |
| Constance Bennett | Estelle Anderson              |
| Keir Dullea       | Clayton Anderson Jr. (adulto) |